# Bradinopyga
Genre
Bradinopyga est un genre d'insectes de la famille des Libellulidae appartenant au sous-ordre des anisoptères dans l'ordre des odonates. Il comprend quatre espèces. 

## Espèces du genreBradinopyga
- Bradinopyga cornuta Ris, 1911[1]
- Bradinopyga geminata (Rambur, 1842)
- Bradinopyga saintjohanni Baijal & Agarwal, 1956
- Bradinopyga strachani (Kirby, 1900)